# Hingham (Massachusetts)
Hingham (ursprünglich: Bare Cove) ist eine Kleinstadt im Plymouth County des Bundesstaats Massachusetts in den Vereinigten Staaten. Das U.S. Census Bureau hat bei der Volkszählung 2020 eine Einwohnerzahl von 24.284 ermittelt.

## Geschichte
1633 wurde die Ortschaft als Bare Cove gegründet und erhielt mit dem Status Town den Namen Hingham, nach der Ortschaft Hingham in England. Die meisten Siedler hatten dort zuvor gewohnt. Das Land, auf dem die Ortschaft errichtet wurde, gehörte ursprünglich den Wampanoag. 
Bis 1803 war die Ortschaft Teil des Suffolk County, dann kam sie zum Plymouth County. Die Stadt Cohasset im Osten wurde 1770 eigenständig.
1849 wurde Hingham mit Eröffnung der Bahnstrecke Braintree–Cohasset der South Shore Railroad an das Eisenbahnnetz angeschlossen. Ab 1877 wurde diese Strecke von der Old Colony Railroad betrieben, die ihrerseits 1893 durch die New York, New Haven and Hartford Railroad übernommen wurde. Der Personenverkehr auf der Bahnstrecke wurde am 30. Juni 1959 nach der Eröffnung des Southeast Expressway, eines Teilstücks der Interstate 93 im Süden Bostons, eingestellt; der Güterverkehr 1983.
In den 1990er-Jahren wurde die Wiederaufnahme des Personenverkehrs beschlossen. Die Neueröffnung erfolgte nach umfangreichen Instandsetzungen und Umbauten der Infrastruktur am 30. Oktober 2007. Die Strecke ist seither Teil der Greenbush Line Boston South Station–Greenbush der MBTA Commuter Rail. Im Ortsgebiet von Hingham liegen zwei Stationen, Hingham West und Nantasket Junction.
Einige Bauwerke im Stadtgebiet wurden als Denkmal in das National Register of Historic Places aufgenommen. Sie sind in der Liste der Einträge im National Register of Historic Places im Plymouth County aufgeführt.

## Geographie
Hingham wird von den Ortschaften Cohasset, Scituate, Norwell, Rockland, Weymouth und Hull sowie der Hingham Bay umgeben. Dabei gehört Hingham zur Metropolregion Greater Boston. Die Hingham Bay ist die südöstliche Ausdehnung des Boston Harbor. 
Der Weir River und der Weymouth Back River bilden Stadtgrenzen von Hingham.

## Demografie
In Hingham lebten nach der Census-Schätzung 24.284 Menschen. Die Bevölkerung teilt sich im selben Jahr auf in 97,5 % Weiße, 0,4 % Afroamerikaner, 0,88 % Asiaten und 1,2 % Sonstige. Hispanics oder Latinos aller Ethnien machten 0,75 % der Bevölkerung aus. Das mittlere Haushaltseinkommen lag bei 142.435 US-Dollar und die Armutsquote bei 3,5 %.

## Persönlichkeiten
- John F. Andrew (1850–1895), Politiker
- Harold Hackett (1878–1937), Tennisspieler
- Judson Pratt (1916–2002), Schauspieler
- David McCullough (1933–2022), Schriftsteller
- Tony Amonte (* 1970), Eishockeyspieler
- Marty McInnis (* 1970), Eishockeyspieler
- Brian Boyle (* 1984), Eishockeyspieler
- Alice Merryweather (* 1996), Skirennläuferin
- Matty Beniers (* 2002), Eishockeyspieler

## Galerie

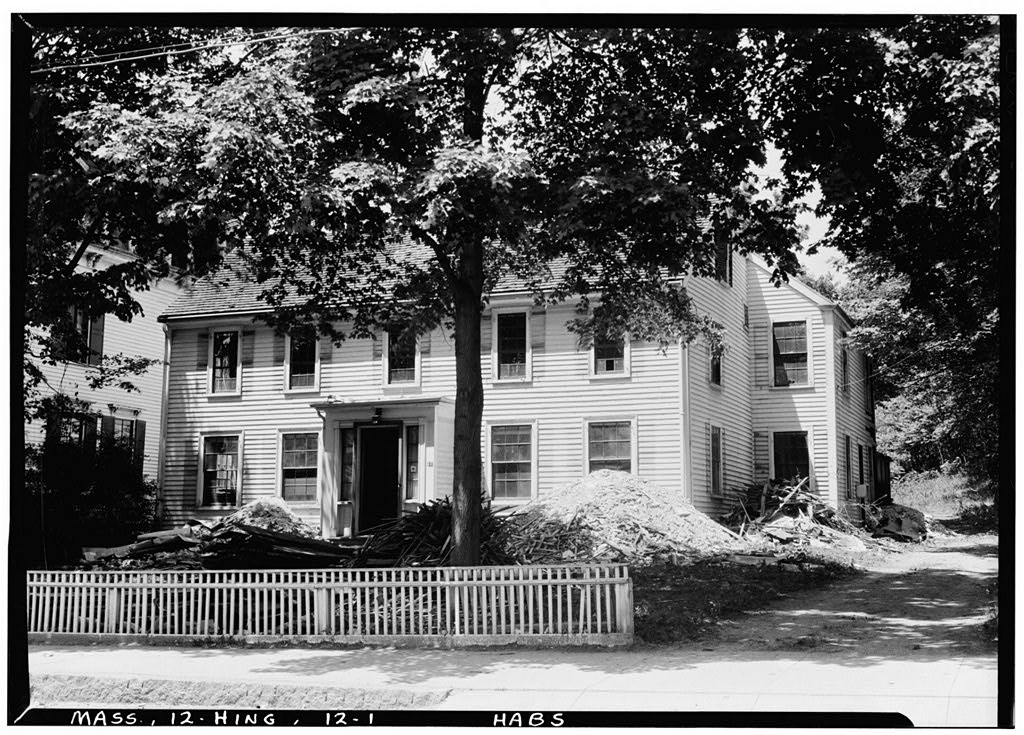
Perez Lincoln House (um 1640 errichtet)
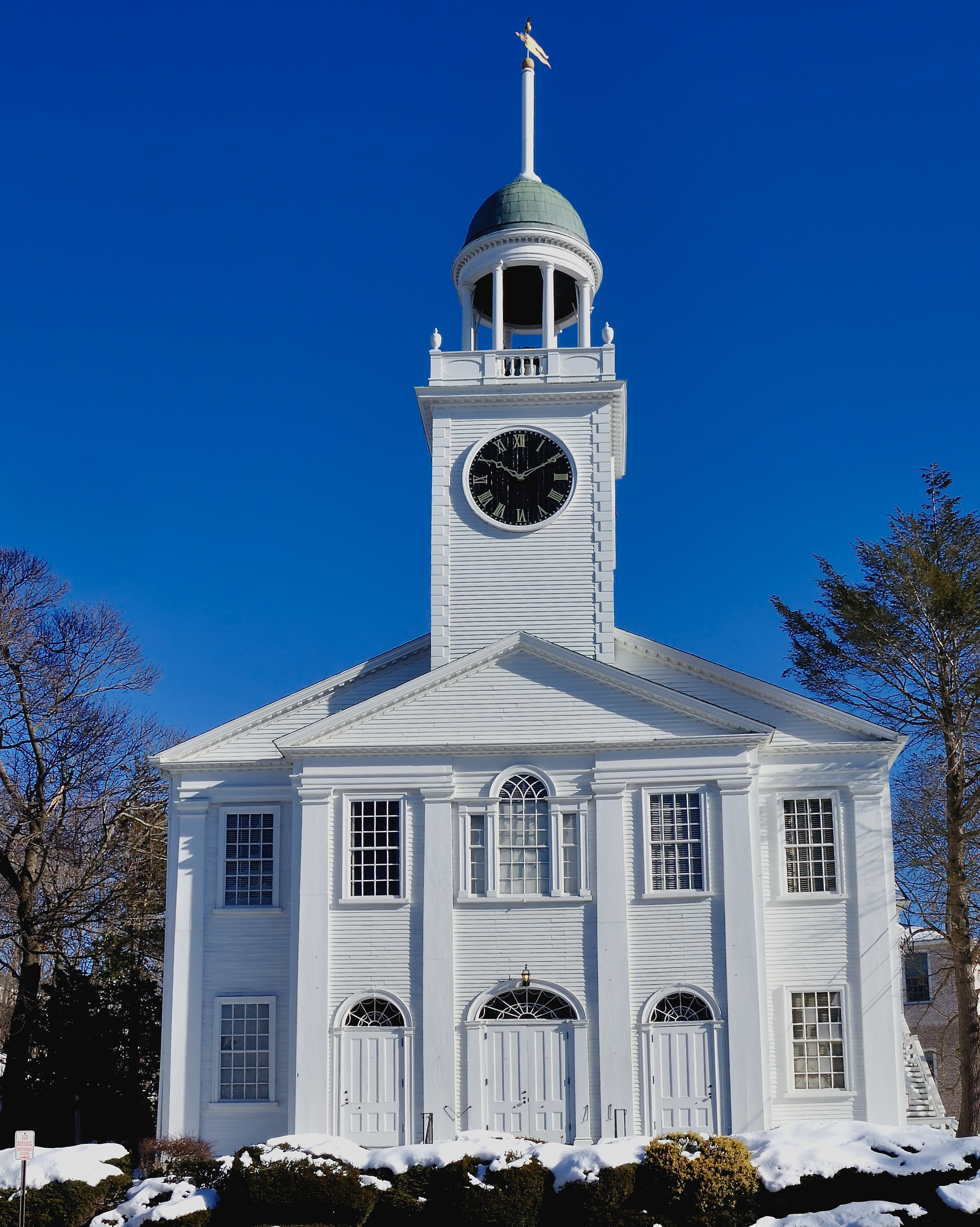
New North Church
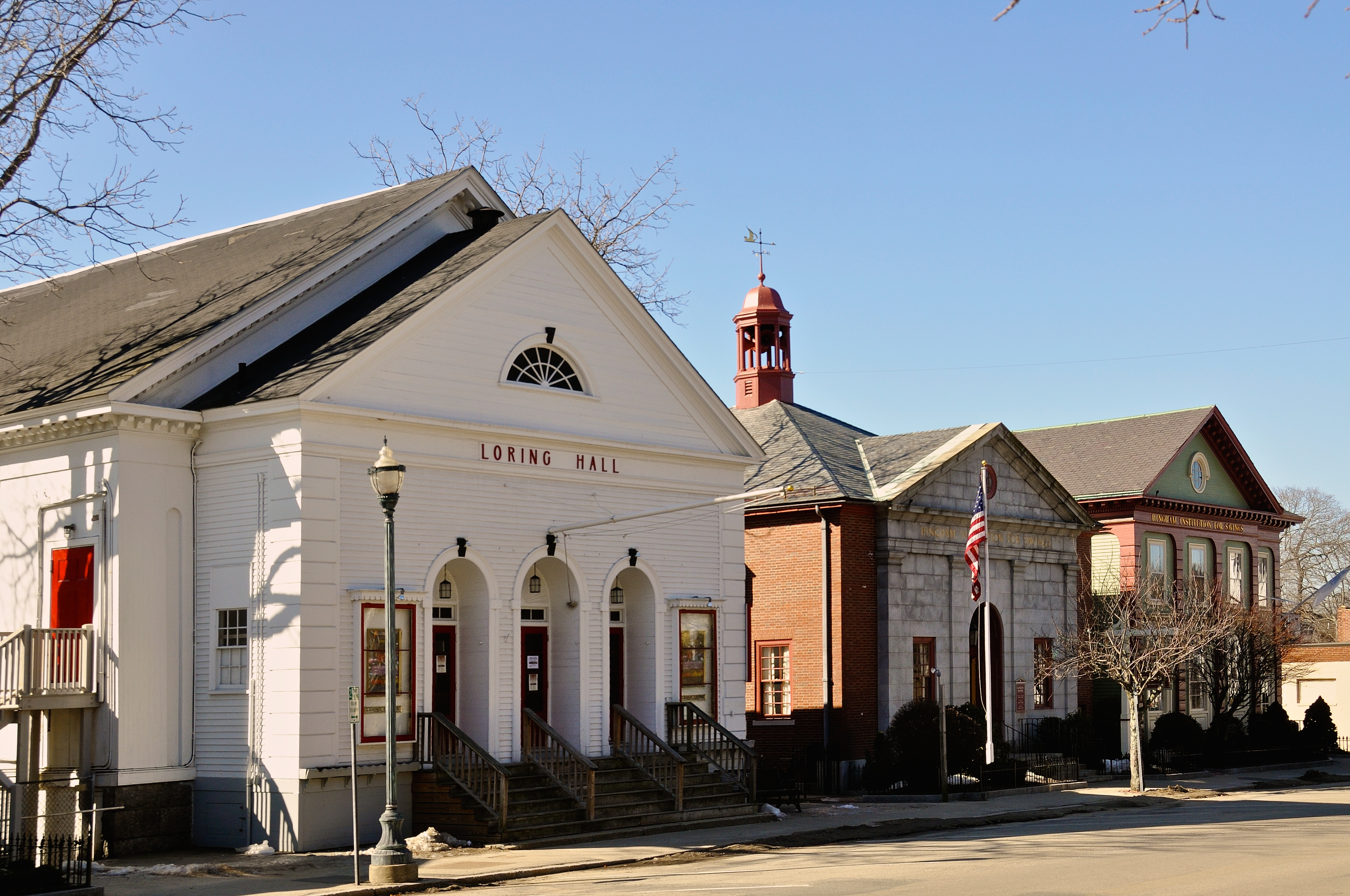
Main Street mit Loring Hall
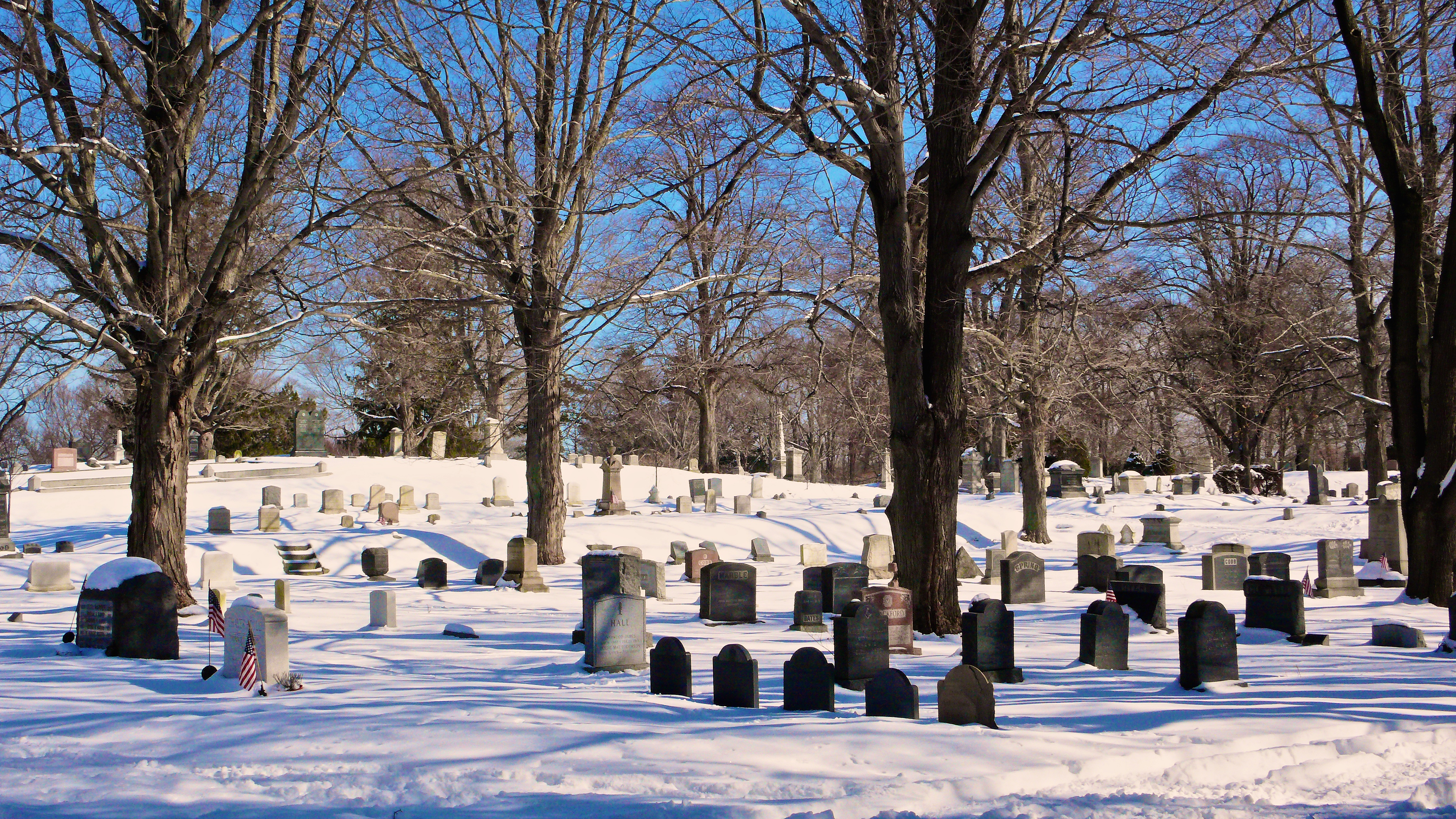
Alter Friedhof